# Райчук, Пелагея Ивановна
Пелагея Ивановна Райчук (12 декабря 1921 — 9 декабря 2020) — участница Великой Отечественной войны, ветеран КГБ, общественный деятель.

## Биография
Родилась 12 декабря 1921 года в городе Каменец-Подольском, в многодетной семье.
До Великой Отечественной войны жила с семьёй в небольшом украинском гарнизонном городке на границе с Польшей. С началом войны уехала к брату Алексею в Киев. Вместе с ним 29 июня 1941 года записалась добровольцем в Красную Армию и была зачислена рядовым в полевой автобронетанковый технический склад 24-й армейской базы 40-й армии Центрального фронта, где находилась по март 1942 года. Отвечала за хранение и выдачу запасных частей и боеприпасов для танков.
В марте 1942 года подразделение Пелагеи Райчук прибыло в Курскую область. Здесь её заметил один генерал и распорядился перевести в группу разведчиков Курского управления НКВД. После переподготовки вернулась под Курск и участвовала в Курской битве. Затем была заброшена с самолёта в тыл врага в Белоруссию После окончания войны, в октябре 1946 года по семейным обстоятельствам была переведена в Тульское управление МГБ, где служила вместе со своим мужем оперуполномоченным до августа 1952 года. Затем была уволена со службы на пенсию по болезни.
В 1950 году Пелагея Ивановна Райчук окончила Тульский университет марксизма-ленинизма по специальности лектор-методист; в 1961 году окончила Тульский вечерний университет научно-технических знаний; в 1977 году — Тульский университет правовых знаний.
С октября 1952 года по апрель 1983 года П. И. Райчук работала начальником отдела кадров института «Тульский Промстройпроект». За долголетнюю, безупречную работу была занесена в Книгу Почета института «Тульский Промстройпроект» навечно.
После ухода на пенсию по возрасту Пелагея Ивановна посвятила себя героико-патриотической работе среди учащейся молодёжи, а также оказанию помощи ветеранам, инвалидам и пенсионерам. Является членом Тульской секции Советского комитета ветеранов войны и Вооружённых сил.
Четыре родных брата Пелагеи Ивановны погибли на фронтах Великой Отечественной войны, пятый — инвалид Великой Отечественной войны умер в 1989 году. Она была участником Парада Победы на Красной Площади в Москве 9 мая 2000 года.

## Заслуги
- Была награждена орденом Отечественной войны II степени и многими медалями, в их числе «За боевые заслуги», медаль «За победу над Германией в Великой Отечественной войне 1941—1945 гг.», «За доблестный труд», «Ветеран труда» и другими.
- Награждена знаком «Отличник Санитарной службы» за вынос раненых с Прохоровского поля боя во время Курской битвы.
- В 2010 году Пелагее Ивановне Райчук присвоено звание «Почетный гражданин города-героя Тулы»[4].
- В январе 2020 года была награждена юбилейной медалью «75 лет Победы в Великой Отечественной войне 1941—1945 гг.».